# Zunnar
El zunnar —àrab: الزُنار, az-zunnār, ‘faixa’, ‘cinyell’, ‘cinturó’, ‘corretja’, del grec ζωναριον— era un cinturó o una faixa elàstica usada com a vestimenta per part dels no musulmans que els musulmans sol·licitaven que es portés per demostrar que no eren musulmans sinó dhimmís. Aquest requeriment de dur el zunnar es troba al Codi d'Umar.

## Ús modern
- A inicis del 2000, els Talibans a Afganistan van demanar als hindús afgans que duguessin un pedaç groc de roba.[3][4][5]